# Файе, Гюстав
Гюстав Файе (20 мая 1865, Безье — 24 сентября 1925, Каркассон) — французский художник, коллекционер и меценат. Предприниматель.

## Биография
Первые уроки живописи получил у своего отца художника Габриэля Файе, большого
почитателя творчества Коро и А. Монтичелли.
После смерти отца в 1899 году стал наследником значительного состояния, крупных виноградников. Успешный бизнесмен, он развил семейный бизнес с впечатляющим динамизмом, выступая против консервативного духа современного ему общества. Разработал современную стратегию виноделия и виноторговли, основанную на последних технических новинках в этой области. Успешно прошёл временный период неудач в продаже вина и падения цен, создал дистилляционную и торговую компании, обладавшие значительными ёмкостями для хранения вина в огромных подвалах. Занимал пост вице-президента крупной горнодобывающей компании Val d’Aran. Благодаря вкусу к художественному творчеству в сочетании с предпринимательскими способностями, создал ковровую фабрику в Париже, изделия которой, созданные по его проектам, пользовались большим спросом.
Путешествовал по Европе и Алжиру. Промоутер авангарда своего времени. Занимался масляной живописью, акварелью, керамикой, графикой, фотографией.
В своём творчестве Г. Файе испытал влияние Гогена и Редона, но при этом сохранил собственный стиль, близкий символизму. Г. Файе был большим поклонником творчества Э. Дега, Э. Мане, К. Моне, К. Писарро, и будучи коллекционером живописи, приобретал их картины. Кроме того, он — один из основных покупателей картин Гогена, после смерти которого именно Файе предоставлял работы из своей коллекции на выставки, посвященные творчеству мастера, в частности, на ретроспективы в Веймаре в 1905 году и в Париже в 1906 году, а также на другие выставки в период с 1903 по 1925 гг.
В 1901 году Г. Файе стал хранителем музея в своем родном городе, в 1905 году переехал в Париж.
В 1908 году Г. Файе купил бывшее цистерцианское аббатство Фонфруад во Франции, в Лангедоке, расположенное в 15 км на юго-запад от Нарбонны неподалёку от испанской границы. Провёл его реставрацию и восстановление построек, сделал многое для сохранения и восстановления исторического облика монастыря. Реставрационные работы продолжались 10 лет. Мечтой Г. Файе было не только восстановить памятник, но и вдохнуть в него жизнь — в отреставрированных помещениях аббатства он начал организовывать выставки своих друзей-художников и сделал там музыкальный салон. К нему приезжали многие известные художники, скульпторы и музыканты, среди которых был и композитор Морис Равель. Для декорирования интерьера он пригласил Одилона Редона и заказал витражи Ришару Бургсталю.
В 1912 году он приобрел замок Игни (Эссонн), в котором жил до своей смерти в 1925 году. В 1931 году муниципалитет Игни приобрёл замок у его наследников и сделал гостиницей.

Картины Г. Файе
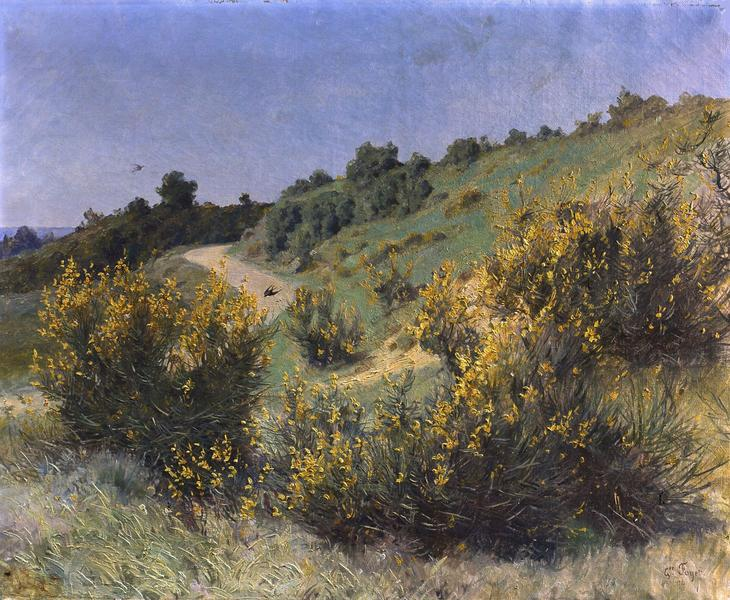
Цветущий кустарник
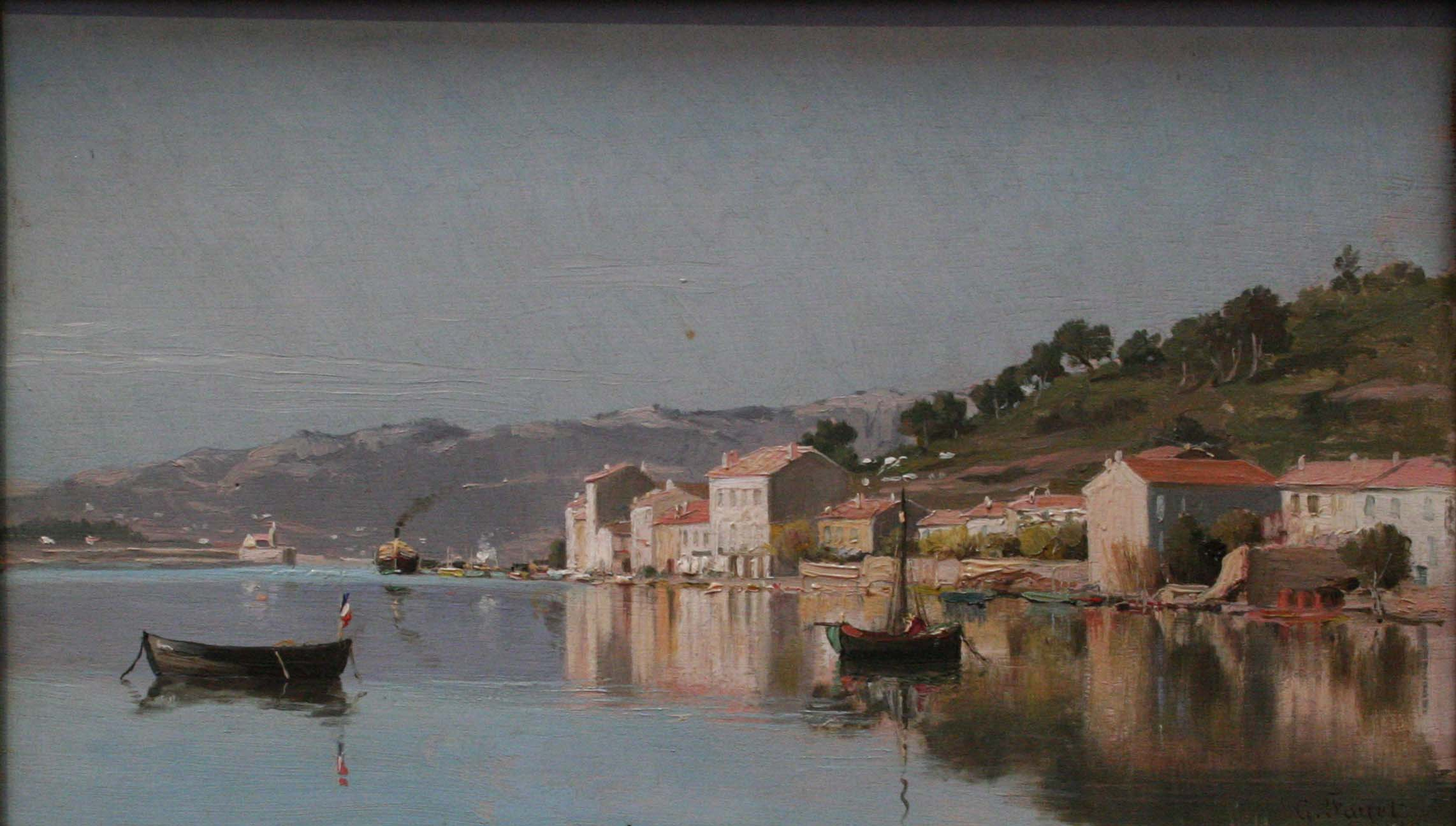
Вид Сент-Мандьера
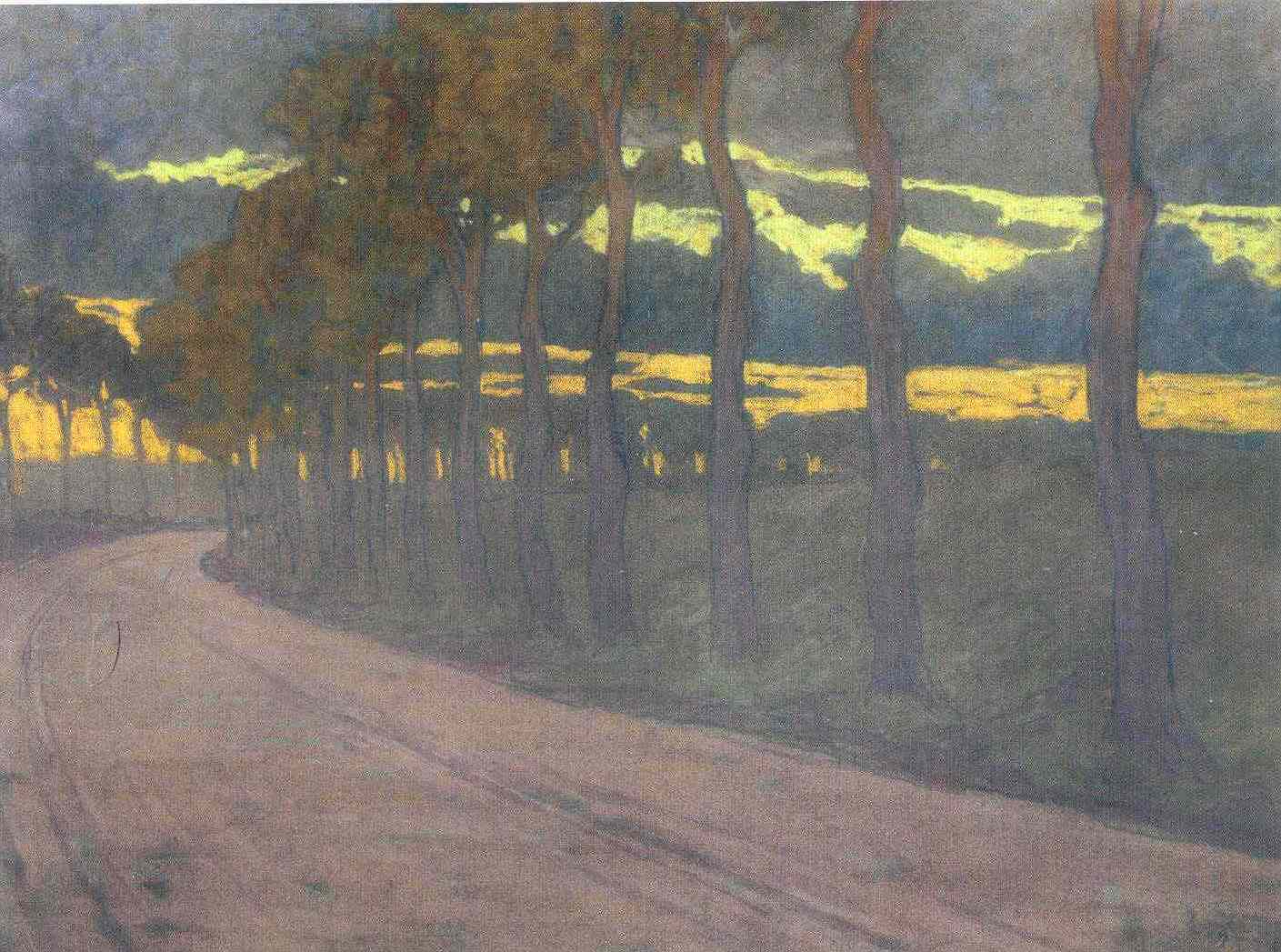
Таинственная дорога
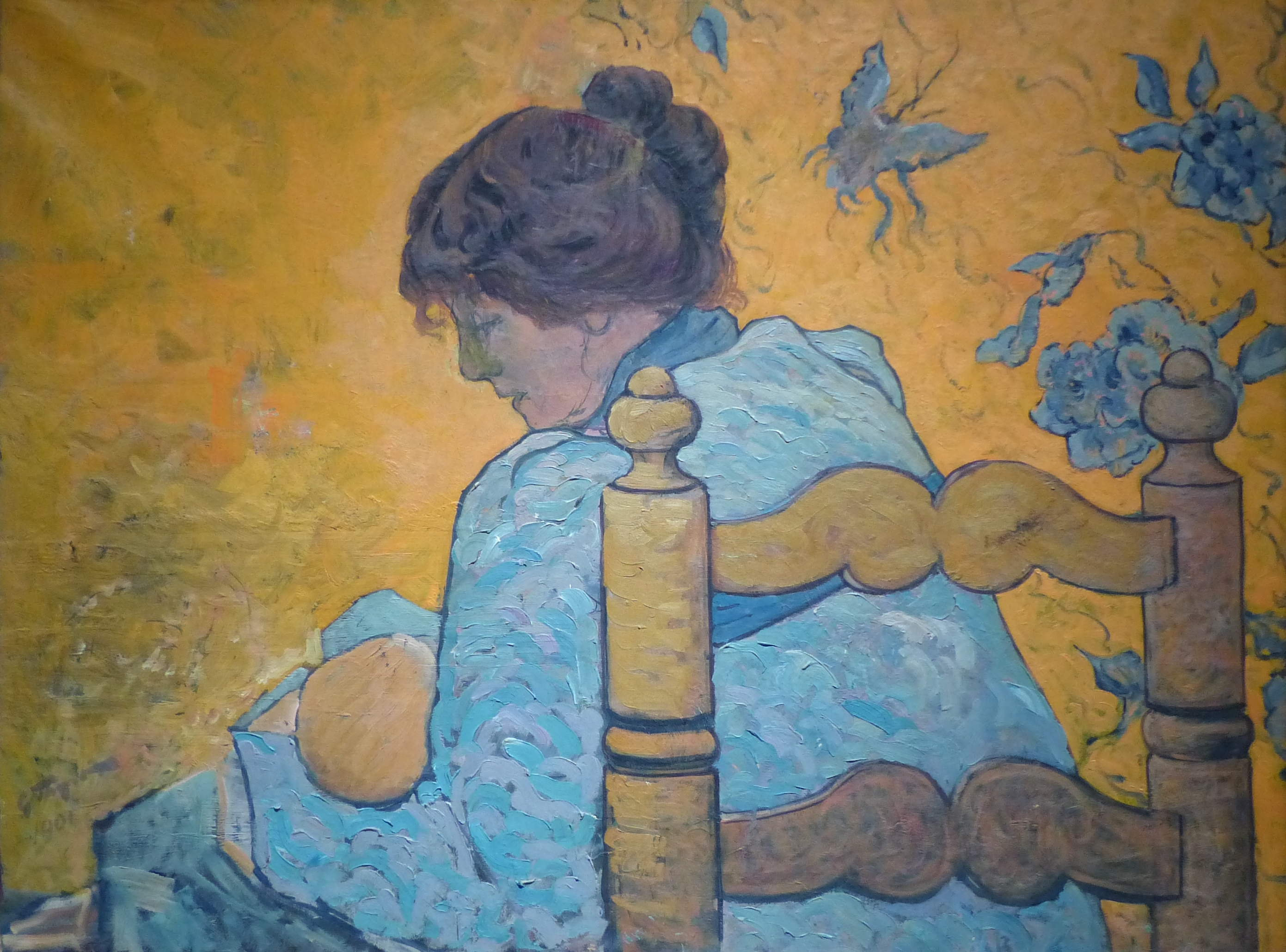
Мадлен Файе кормит дочь

Работы художника хранятся ныне в Лувре, музее искусства и истории Нарбонны, музее изобразительных искусств Безье, музее Гиацинте-Риго в Перпиньяне и др.
Похоронен в Безье.